# British Home Championship 1925/26
Die British Home Championship 1925/26 war die 38. Auflage des im Round-Robin-System ausgetragenen Fußballwettbewerbs zwischen den vier britischen Nationalmannschaften von England, Irland (ab 1950/51 Nordirland), Schottland und Wales.
| Pl. | Nationalmannschaft | Sp. | S | U | N | Tore    | Punkte |
| --- | ------------------ | --- | - | - | - | ------- | ------ |
| 1.  | Schottland         | 3   | 3 | 0 | 0 | 008:000 | 06:0   |
| 2.  | Irland             | 3   | 1 | 1 | 1 | 003:400 | 03:30  |
| 3.  | Wales              | 3   | 1 | 0 | 2 | 003:700 | 02:40  |
| 4.  | England            | 3   | 0 | 1 | 2 | 001:400 | 01:50  |

|                                             |   |            |           |
| 24. Oktober 1925 in Belfast (Windsor Park)  |   |            |           |
| Irland                                      | – | England    | 0:0       |
| 31. Oktober 1925 in Cardiff (Ninian Park)   |   |            |           |
| Wales                                       | – | Schottland | 0:3 (0:0) |
| 13. Februar 1926 in Belfast (Windsor Park)  |   |            |           |
| Irland                                      | – | Wales      | 3:0 (2:0) |
| 27. Februar 1926 in Glasgow (Ibrox Park)    |   |            |           |
| Schottland                                  | – | Irland     | 4:0 (2:0) |
| 1. März 1926 in Croydon (Selhurst Park)     |   |            |           |
| England                                     | – | Wales      | 1:3 (0:1) |
| 17. April 1926 in Manchester (Old Trafford) |   |            |           |
| England                                     | – | Schottland | 0:1 (0:1) |